# 台湾鉄路管理局DR2500型気動車
DR2500型気動車（ディーアール2500がたきどうしゃ）は、かつて台湾鉄路管理局（台鉄）で運用されていた気動車である。準同型のDR2600・DR2650型気動車についても本項目で述べる。

## 概要
1950年代になっても、台湾鉄路管理局（台鉄）では台湾総督府交通局鉄道部から引き継いだ蒸気機関車牽引の列車が輸送の中心となっており、都市間移動に時間を要する状況が続いていた。
その状況を改善するため、台北・彰化間に、ディーゼルカーに更新されたDR2300・2400型による快速列車「柴油飛快車」を1954年に運転開始したところ、大変な好評を得たため、専用車両として新たに車両を投入することになった。これがDR2500型気動車である。
DR2500型は、1955年から1956年にかけて、東急車輛製造で8両が製造された（1両は車体完成で納入、7両は部品提供で現地ノックダウン製作組立）。車体は、同時期に製造された国鉄キハ10系気動車をベースにしたもので、特徴あるバス窓を装備している。また運転台は片運転台方式で2両編成以上での運転を基本としていた。また車内は固定式クロスシートを採用し、定員72名となっていた。エンジンはカミンズ製のNHRBS-600、トランスミッションは、アメリカンダブルディスク社製のDFF-10034、台車は東急製のTS-304を採用し、最高速度105kmを出すことが出来た。
カミンズのエンジンNHRBS-600型は、アメリカのトラックに使われてきた6気筒のエンジンであり、12.2リットルのエンジンにスーパーチャージャーがセットされ、2100回転時に300馬力を出力することができた。
1956年2月1日より、台北・台中間を2時間25分、高雄まで5時間4分で結ぶ「飛快車」として運転を開始すると、それまでより大幅に所要時間を短縮したこともあって、人気が集中した。そのため、1957年には増備車として、東急車輛製造製（部品提供で現地ノックダウン製作組立）のDR2600・DR2650型が登場した。
DR2600型は、基本設計はDR2500型とほぼ同型ながら、両運転台として設計されて、なお転換式クロスシートが特徴で、10両製造された。またDR2650型は、エンジンを搭載しない付随車として4両が製造された。
合計22両となったDR2500型グループは、引き続き「飛快車」として使用された。この間、1965年ごろには車内設備を中心に更新改造が行われ、座席を転換クロスシートへの交換とシートピーチの延長、それに伴う窓配置の変更が行われたが、1961年より運行を開始した観光号や、DR2700型によって1966年より運転開始した光華号と比べると、車内設備や最高速度が見劣ることから、次第に西部幹線や北廻線の区間列車用に格下げされ、1983年から1985年に掛けて大半の車両が廃車、最後まで残った車両についても、1989年に全車廃車された。

## 現存車輌
- DR2652が彰化市内で飲食店の施設として利用されていたが、2012年に保存のため台北機廠に移送され、復元工事が行われている。

DR2652を除いて全車解体され、現存する動力車は存在しない。